# Tom Coninx
Tom Coninx (Sint-Truiden, 14 januari 1975) is een Belgisch sportjournalist. Hij is de zoon van VRT-presentator Alain Coninx.

## Biografie
Hij werkte voor de Vlaamse openbare omroep VRT sinds 13 september 1998. Hij begon er als assistent van Lieven Van Gils bij de Sportbrunch op Studio Brussel. In 2003 presenteerde hij op VT4 Schoon Volk, maar keerde daarna terug naar de VRT. Daar was hij verder nog presentator bij Sporza en de vaste presentator van Studio 1 op zaterdag en zondag op Eén, en van de live-voetbaluitzendingen op Canvas. Daarnaast presenteerde hij op zondagmiddag ook Sporza Radio op Radio 1.
Toen de rechten op de Jupiler League in 2011 naar Telenet en VTM gingen, maakte Coninx de overstap naar VTM om daar wedstrijdverslagen te presenteren in Stadion. In 2013 werd hij ook sportanker in VTM Nieuws. Nadat de uitzendrechten van het voetbal niet meer bij VTM zaten, werd Coninx' exclusiviteitscontract bij de zender in 2018 niet verlengd. Naar aanleiding van het WK voetbal 2018 presenteert hij dat jaar samen met Leen Demaré acht zondagen Radio Belgium op radiozender Joe.
Hij is zelf ook een voetballiefhebber en sympathisant van het Italiaanse Napoli.
Verder was Coninx ook elke maandagavond vanaf 19 uur te horen op FM Brussel in het sportprogramma Luneddy Sport.
Tom Coninx richtte in de zomer van 2019 sportNu.be op, een online videokanaal dat zich focust op storytelling over sport. Begin 2021 werd het laatste bericht er gepost en wat later ging de site offline.
Na zijn mediacarrière ging hij deels in Italië wonen, bij zijn Italiaanse echtgenote. Daar is hij leider van Caravaggio Media, dat videomateriaal maakt over de actualiteit en dit verkoopt aan nieuwsmedia.
Coninx heeft twee kinderen met zijn Italiaanse vrouw en twee kinderen uit een eerdere relatie.